# Будинок на Хрещатику, 8
Будинок на Хрещатику, 8 — київська будівля, побудована за проектом архітектора Леонтія Бенуа в стилі неокласицизму петербурзької архітектурної школи. В різні роки тут переважно функціонували відомі кредитні та банківські установи. Відомий як будівля Петербурзького банку.

## Історія

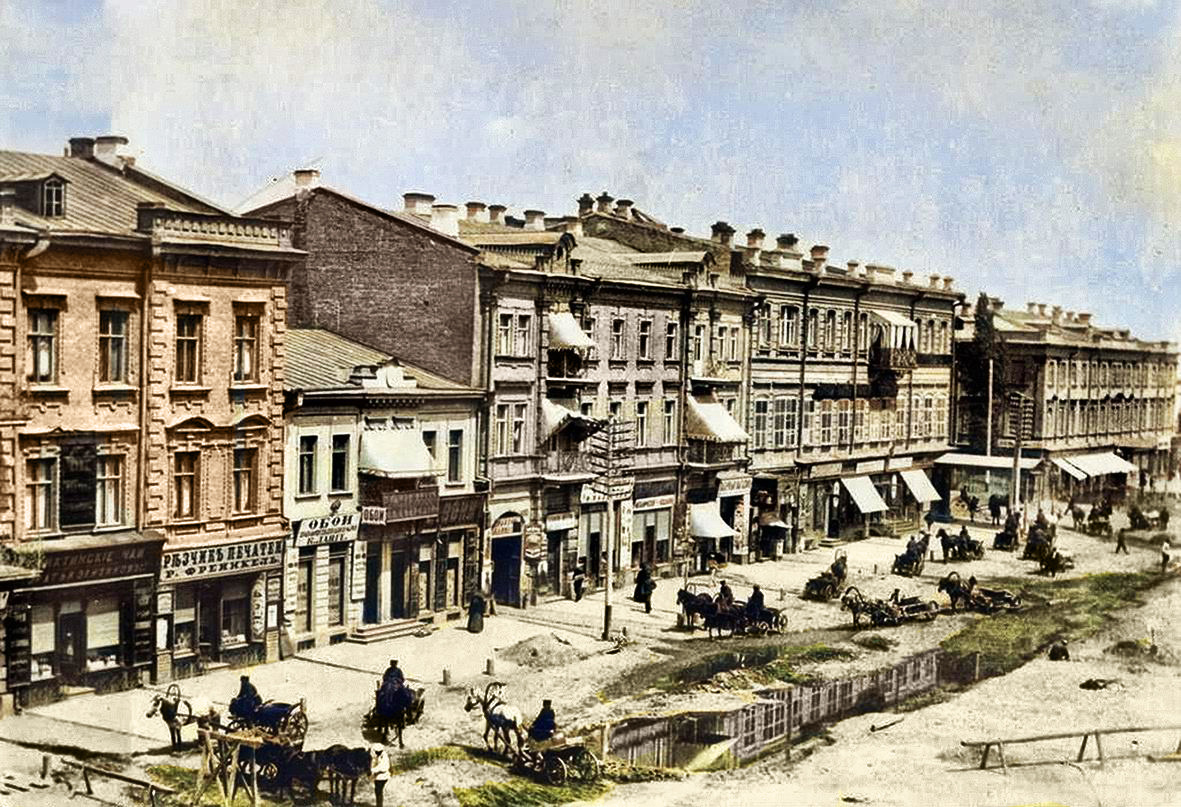
Зліва: ділянки № 10, № 8 (на місці якого 1916 зведуть будівлю Петербурзького банку) і № 6 (будинок Кейля) у 1880-х роках

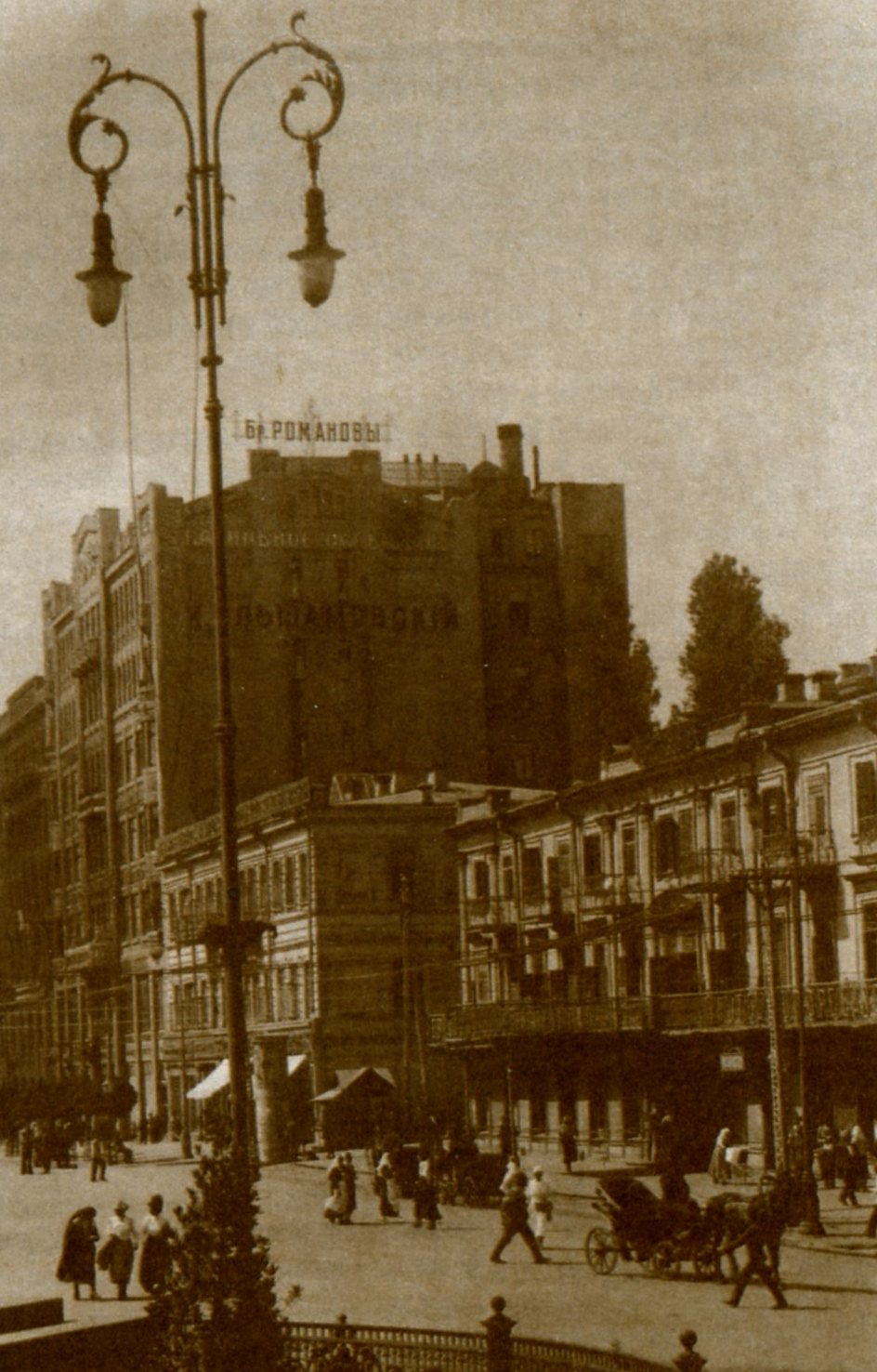
Зліва будинки № 8, № 6, № 4 (фабрика Й. Маршака). Справа — Європейський готель. Вид з Царської площі. 1916 рік

1840-х років ділянка мала наскрізне розташування між вулицями Хрещатик та Костьольною.
Оскільки розташування було у двох рівнях, забудова формувалась поетапно: першою освоювалась нижня частина ділянки, що виходила на Хрещатик, в той час як верхня частина по вул. Костьольній тривалий час залишалась вільною.
1850-х років садиба належала польському дідичу Онуфрію Головинському (власнику першого кам'яного Палацу на Хрещатику), а її забудова складалася переважно з дерев'яних малоповерхових споруд з виходом на Хрещатик. По цій же лінії також був побудований двохповерховий цегляний житловий будинок.
1876 року ділянку придбав власник кількох прибуткових будинків на Хрещатику, бельгійський підданий, київський купець 2-ї гільдії Карл-Йосиф Карлович Пастель. Новий власник повністю оновив забудову.
Над двохповерховим будинком за проектом архітектора В. М. Ніколаєва 1875 року було надбудовано ще два поверхи. Головний симетричний фасад П-подібної споруди з центральним проїздом було декоровано у неоренесансних формах, нижні поверхи відображали стилістику пізнього класицизму.
1879 року Володимир Ніколаєв також спроектував трьохповерховий житловий будинок та флігель для садиби Пастеля. Утворились два замкнені подвір'я: між глаголями фасадного будинку та дворовим флігелем та між флігелями в глибині подвір'я.
На початку 1910-х років садибу придбав київський купець 1-ї гільдії, цукропромисловець Ефруїм Аронович Манов.
У квітні 1913 року ділянка була придбана правлінням Петербурзького облікового і позичкового банку (Петербурзького міжнародного комерційного банку). Забудову 1870-х років було зруйновано для спорудження київського відділення цього банку.
Архітектором будинку виступив Леонтій Бенуа. Підрядником будівельних робіт була Будівельна контора Льва Гінзбурга. Ліплені роботи як на фасаді (коринфська капітель та античні вази) так і в інтер'єрі були виконані 1915—1916 років скульптором М. М. Крулем.
З 1914 до 1916 року на місці попередньої будівлі було споруджено шестиповерховий цегляний будинок з ліфтами, центральним опаленням, з підвалом, на верхні поверхи якого у квітні 1916 року переїхало відділення Петербурзького банку. Перший поверх орендували магазини. Будинок був тинькований цементним розчином під природний камінь, два нижні поверхи облицьовані гранітом. Фасади було оформлено в стилі неоампір. Декорування інтер'єрів було поновлене у післявоєнний період.

## Установи, що розміщались в будинку
1915-1919 — Київське відділення Петербурзького облікового і позикового банку (Петербурзького міжнародного комерційного банку), підпорядкованого Міністерству фінансів Російської імперії, націоналізований 1919 року. Керуючий відділенням — Віктор Мозерт, гласний Київської міської думи, почесний член Київського губернського опікування дитячих притулків, консул Норвегії в Києві в 1915—1918 років. Його квартира розміщалась на шостому поверсі будівлі.
В цьому ж будинку в ті часи також містились магазин АТ «Л. М. Еріксон і К°», виробника зокрема телефонних, телеграфних апаратів. Монтажне бюро цього АТ 1914—1915 років змонтувало нову міську телефонну станцію в Києві.
1920-тих років в будинку № 8 працювали:
- Київський сільськогосподарський банк, заснований 1923 року
- Київський окружний сільськогосподарський кредитовий кооперативний союз, що зокрема надавав довгострокові кредити сільськогосподарським кооперативам, здійснював операції страхування. Головою Правління Кредитсоюзу був Коліух Дмитро Вікторович, один з організаторів української споживчої кооперації, голова правління Дніпросоюзу, міністр харчової промисловості УНР 1918 року.

В довоєнний час тут діяли:
- Товариство допомоги нужденним дітям
- Об'єднання червоних директорів
- Трудова школа № 25.

В повоєнний час тут діяв Промбанк СРСР (від 1959 — Будбанк СРСР).
Початок 1960-х років — 1987 у будинку № 8 функціонувало Київське відділення Зовнішторгбанку СРСР.
1987-1988 — Київське відділення Зовнішекономбанку СРСР.
1988-1991 — Український республіканський банк Зовнішекономбанку СРСР. Головою Правління Укрзовнішекономбанку був Валентин Терпило, в майбутньому — один з керівників НБУ, ініціатор карбування в Україні власних колекційних монет.
1992-1998 — будинок орендував Державний експортно-імпортний банк України («Укрексімбанк»), який 1998 переїхав у власне новозбудоване приміщення по вул. Антоновича, 127. Першим Головою Правління банку був відомий український економіст Сергій Яременко.
1998-2016 — банк «Хрещатик», заснований Київською місьдержадміністрацією.

## Галерея

Декор
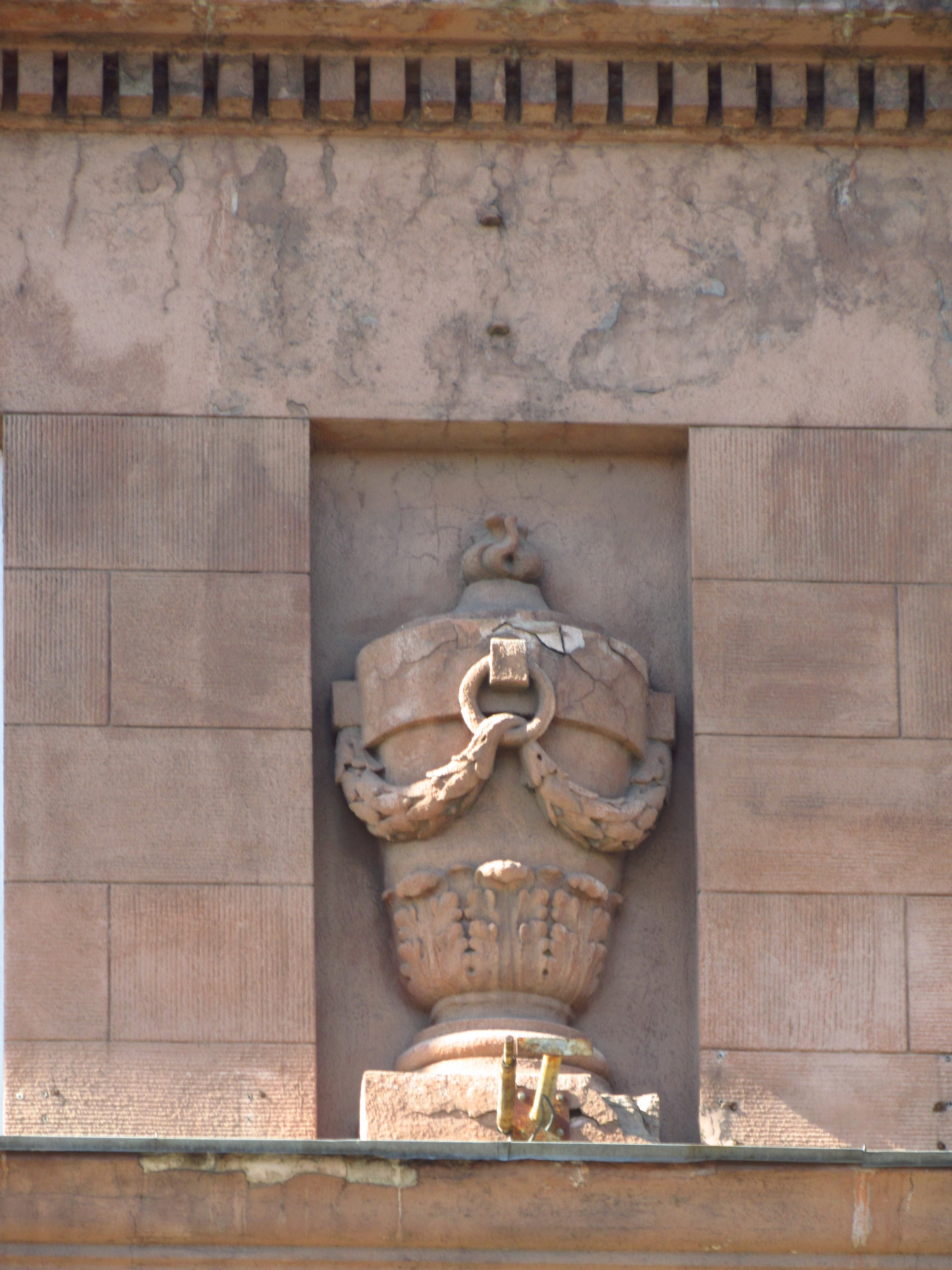
антична ваза
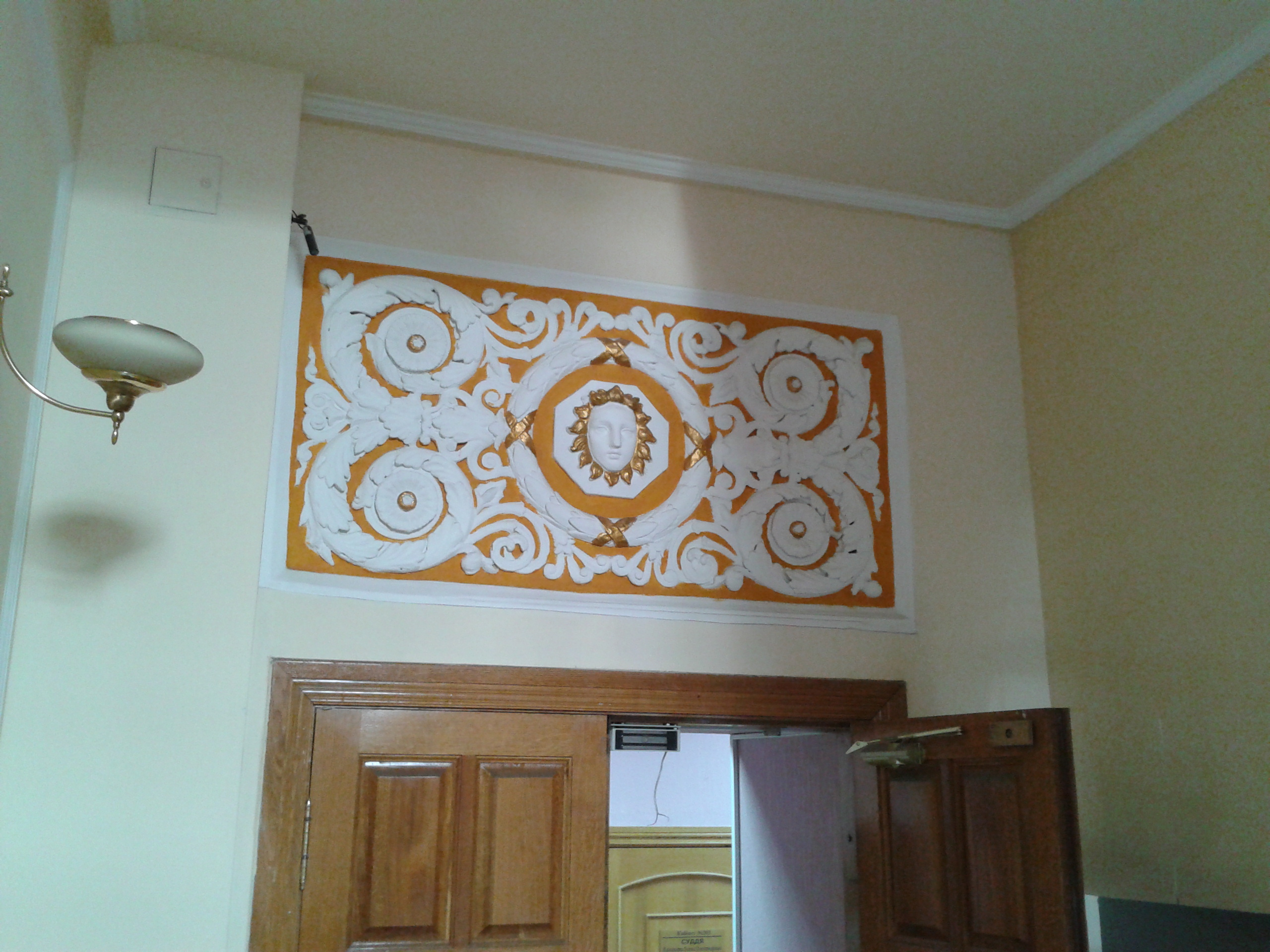
фрагмент інтер'єру

Панорама
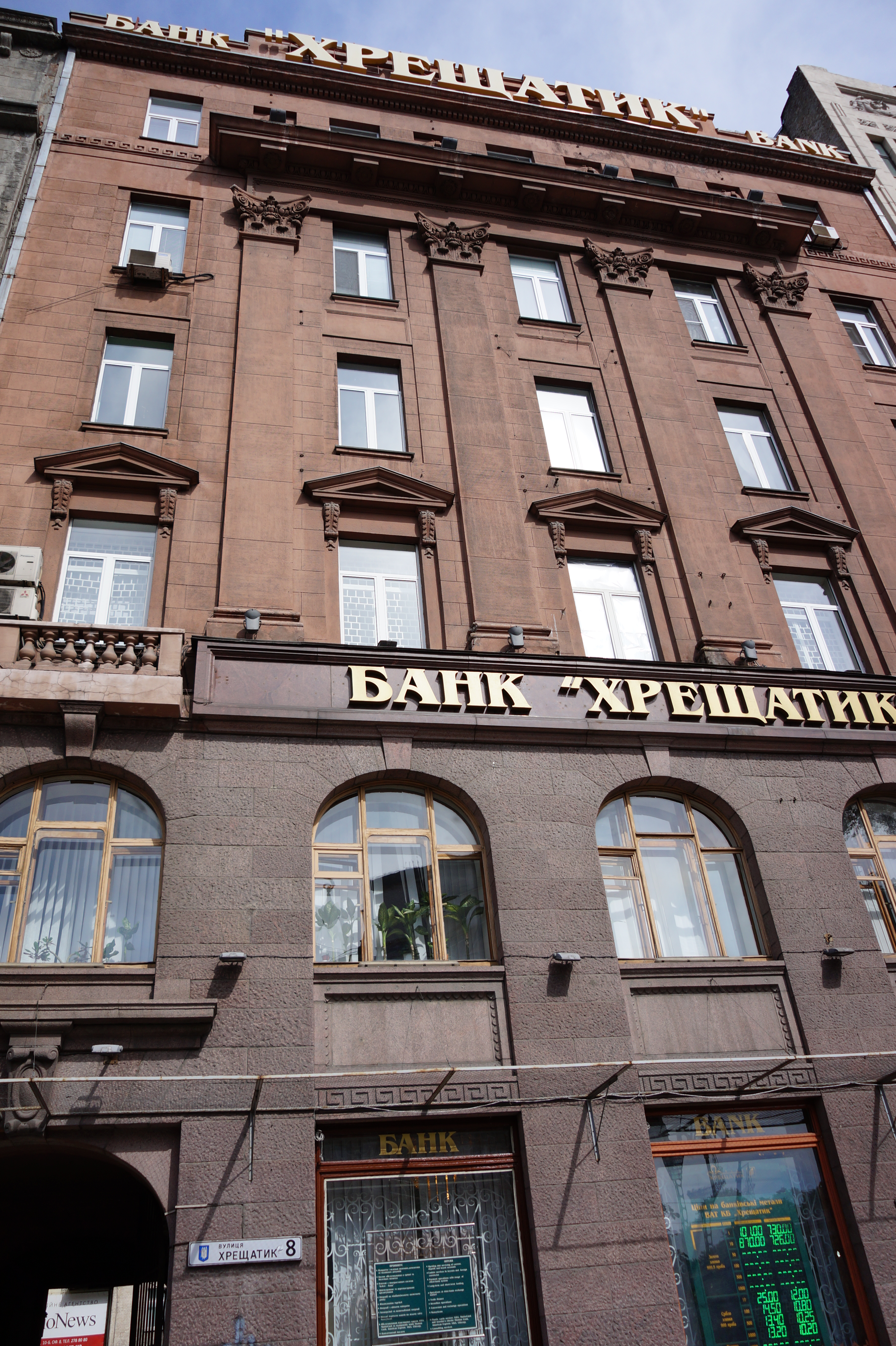
Банк "Хрещатик" (1998-2016)
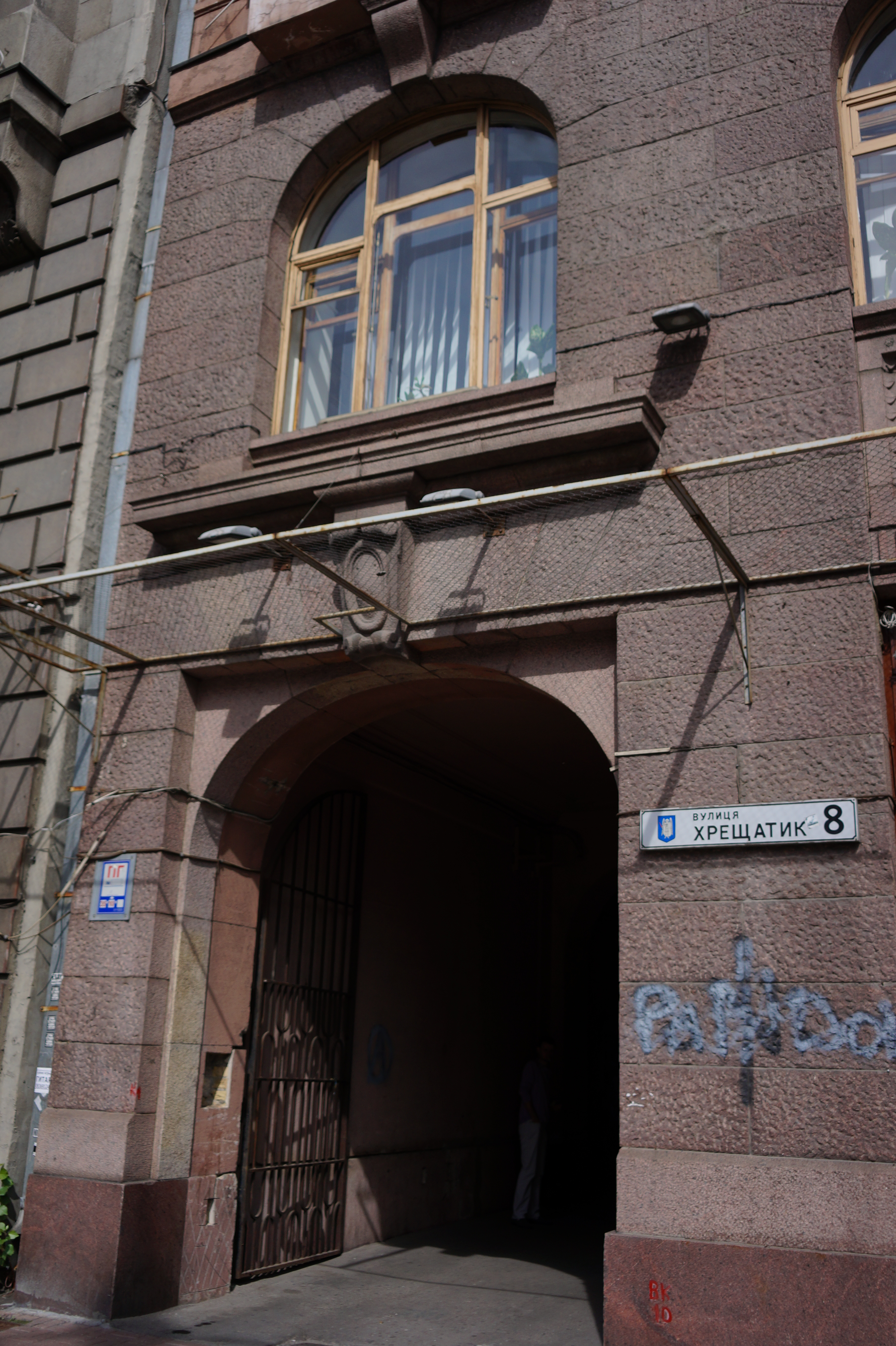
прохід до двору
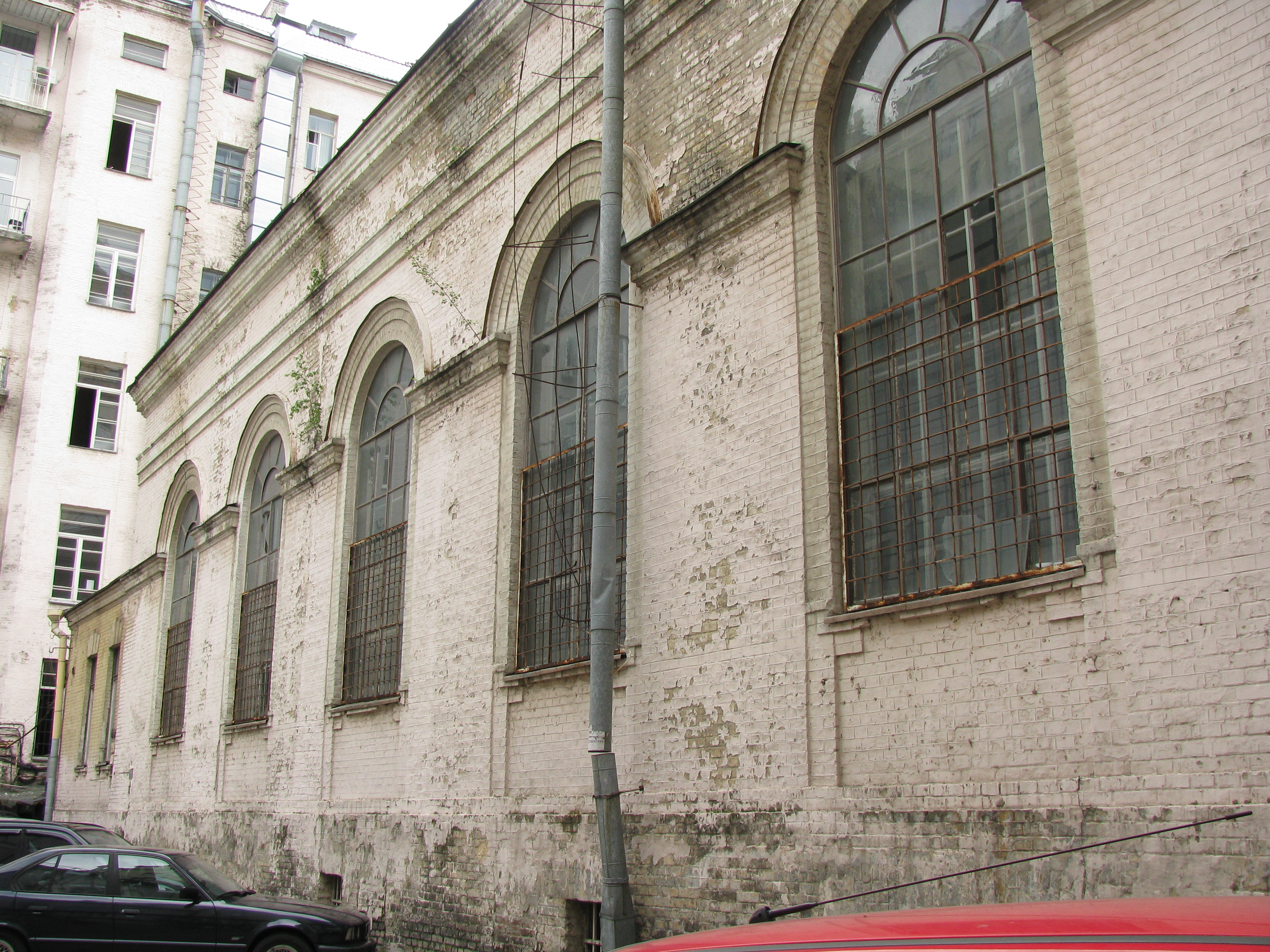
У дворі між будинками №8 і №10
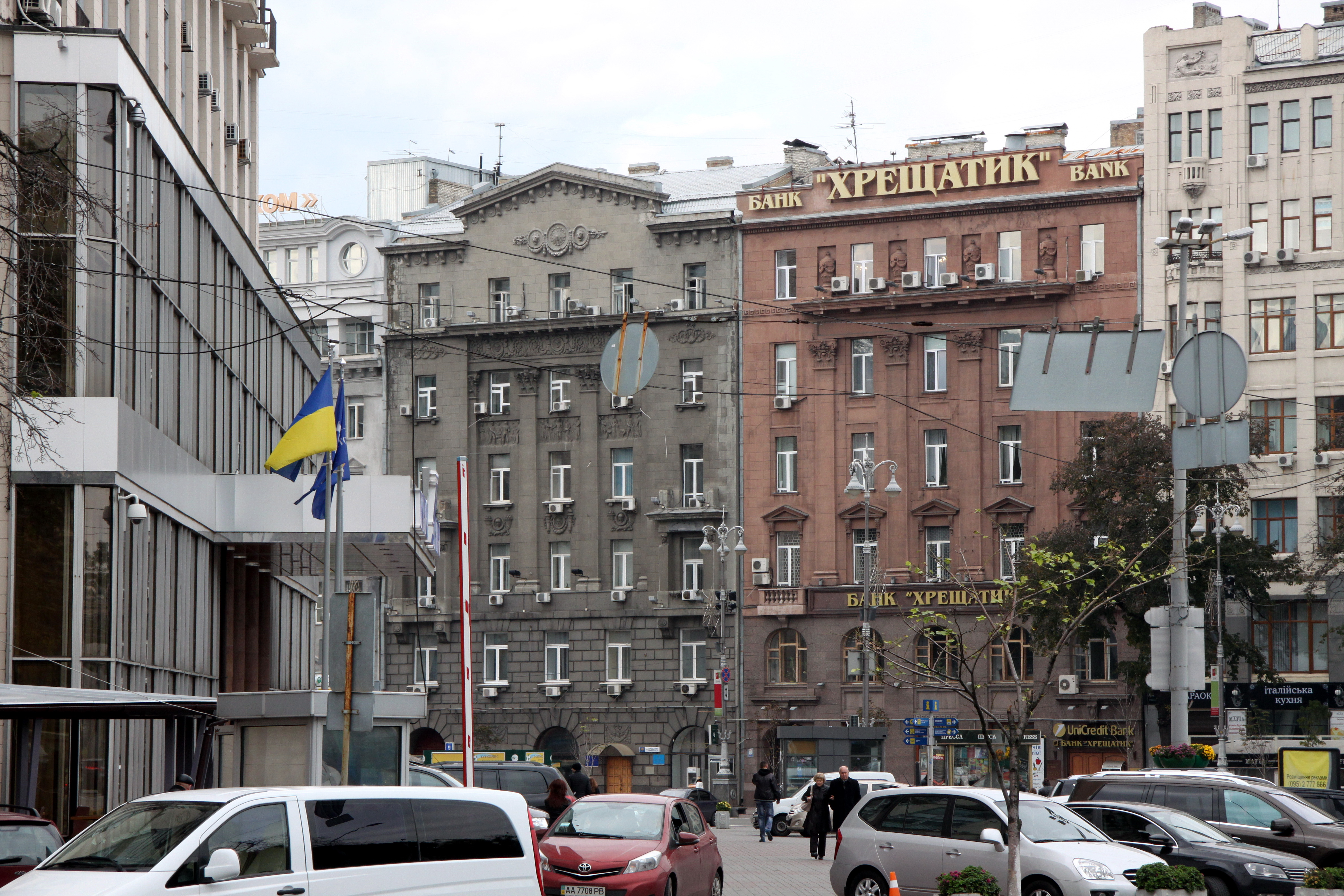
вид з Європейської площі